# Nigilgia talhouki
Nigilgia talhouki is een vlinder uit de familie Brachodidae. De wetenschappelijke naam voor de soort is voor het eerst geldig gepubliceerd in 1983 door Alexey Diakonoff.
De soort komt voor in het Afrotropisch gebied.